# NK Ivanska
NK Ivanska je nogometni klub iz Ivanske.
Osnovan je 1950. godine, nedugo nakon toga ugašen, te ponovo osnovan 1984. godine.
Trenutačno se natječe se u 1. ŽNL Bjelovarsko-bilogorskoj. Najveći uspjeh kluba je natjecanje u 3. HNL u dva navrata.